# Niño bien
Niño bien es un tango cuya letra pertenece a Víctor Soliño y Roberto Fontaina en tanto que la música es de Juan Antonio Collazo, que fue grabado por Alberto Vila en 1927 en el sello RCA Victor. Este tango alcanzó gran difusión y fue grabado por otros intérpretes.

## Los autores
Roberto Fontaina ( Montevideo, Uruguay, 3 de enero de 1900 – ídem, 15 de febrero de 1963 ) fue un letrista y comediógrafo  autor de algunos tangos de gran difusión como Garufa y Mama...¡Yo quiero un novio!, entre otros, con la fórmula de los tangos que estaban de moda, pero en forma satírica, reaccionando así contra una tendencia del tango que estimaban demasiado melodramática
Ramón Collazo ( Montevideo, Uruguay – ídem, 16 de julio de 1981), cuyo nombre completo era Ramón Collazo Patalagoiti y que tenía el apodo de El Loro fue un pianista y compositor dedicado al género del tango, autor de la música de éxitos como Mama...¡Yo quiero un novio!, Pato, Araca París y Agua florida.
Víctor Soliño (Bayona, Pontevedra, 10 de septiembre de 1897 - Montevideo, 13 de octubre de 1983), cuyo nombre completo era Víctor Soliño Seminario, fue un periodista, letrista de tango y poeta uruguayo. De su autoría son las letras de los tangos Garufa, Adiós, mi barrio y Maula. También fue autor de letras de folclore, murga y otros géneros musicales.
Los tres autores formaron parte del grupo conocido como la Troupe ateniense, una asociación que se formó en 1922, por mano de un grupo de estudiantes universitarios de derecho, y actuó hasta 1930. Los espectáculos de la Troupe que se solían estrenar en primavera, estaban compuestos de breves escenas cómicas y partes musicales. El carácter de las mismas era abiertamente paródico, ironizando a menudo sobre personas o eventos de moda y adoptando el travestismo (los atenienses eran todos hombres).

## Comentario
Además de Alberto Vila, algunos de los otros artistas que registraron este tango fueron Juan Sánchez Gorio con la voz de Luis Mendoza en el sello Orfeo (1952/6), Hugo del Carril con orquesta para Odeón (marzo de 1964), Ricardo Guzmán con la orquesta de Atilio Stampone para Polydor (1965), Mercedes Simone con la orquesta de  Emilio Brameri en el sello H y R (1966), Cuarteto Los Porteñitos con la voz de Elba Berón y Tita Merello con la orquesta de Francisco Canaro.
Eduardo Romano comentó sobre este tango:

”La caricatura del falso bacán apela a varios elementos característicos de la vida ciudadana, como los vendedores ambulantes de pizza y fainá, quienes solían portar tales manjares en un envase metálico y redondo que se colocaban sobre la cabeza y llevar en la mano un trípode de madera, para establecerse en ciertas esquinas. Como signos de distinción se enumeran la frecuentación del bar y confitería cercano a Santa Fe y Callao, la exclusión del voseo, el uso de tabaco importado y de patillas a la manera de Rodolfo Valentino (1895-1931), prototipo del amante latino, moreno y sensual, que impusiera con sus películas El sheik (1921), Sangre y arena (1922), El águila negra (1924), etc. En cuanto al Chantecler –o Chanteclair- fue un cabaré situado en la calle Paraná, entre Corrientes y Lavalle, junto al teatro Comedia; funcionó entre 1924 y 1960, en que fue demolido, y animaron sus noches, entre otras orquestas, las de Julio De Caro, Carlos Marcucci y Juan D’Arienzo.” 